# Arredondamento
Arredondamento é o processo mediante o qual se eliminam algarismos de menor significância a um número real.  
Na física, todas as medidas estão associadas a uma precisão expressa em algarismos significativos , uma régua decimetrada tem a menor unidade como 1dm = 0,1m, já um micrômetro, pode chegar a precisão de milésimo de milimetro 0,001mm = 10-6m. Quando se resolvem problemas, os valores envolvidos dificilmente estarão com a mesma precisão, então a resposta do problema deverá ter tantos algarismos significativos quanto o valor de menor precisão. Para isso, é necessário fazer o arredondamento dos números. 

## Arredondamento para o par mais próximo

### Norma ABNT NBR 5891
As regras de arredondamento, seguindo a Norma ABNT NBR 5891, aplicam-se aos algarismos decimais situados na posição seguinte ao número de algarismos decimais que se queira transformar, ou seja, se tivermos um número de 4, 5, 6, n algarismos decimais e quisermos arredondar para 2, aplicar-se-ão estas regras de arredondamento:
- Se os algarismos decimais seguintes forem menores que 50, 500, 5000..., o anterior não se modifica.
- Se os algarismos decimais seguintes forem maiores a 50, 500, 5000..., o anterior incrementa-se em uma unidade.
- Se os algarismos decimais seguintes forem iguais a 50, 500, 5000..., verifica-se o anterior; se for par, o anterior não se modifica; se for ímpar, o anterior incrementa-se em uma unidade.

O motivo para arredondar para o par mais próximo é minimizar vieses que seriam causados caso números terminados em 5 sempre fossem arredondados para cima.

#### Exemplos
Arredondando a 2 algarismos decimais deveremos ter em atenção o terceiro e quarto decimal. Assim, conforme as regras anteriores:
- O número 12,6529 seria arredondado para 12,65 (aqui fica 12.65, uma vez que 29 é inferior a 50, então não se modifica)
- O número 12,86512 seria arredondado para 12,87 (aqui fica 12.87, uma vez que 512 é superior a 500, então incrementa-se uma unidade)
- O número 12,744623 seria arredondado para 12,74 (aqui fica 12.74, uma vez que 4623 é inferior a 5000, então não se modifica)
- O número 12,8752 seria arredondado para 12,88 (aqui fica 12.88, uma vez que 52 é superior a 50, então incrementa-se uma unidade)
- O número 12,8150 seria arredondado para 12,82 (aqui fica 12.82, uma vez que os algarismos seguintes é igual a 50 e o anterior é impar, nesse caso 1, então incrementa-se uma unidade)
- O número 12,8050 seria arredondado para 12,80 (aqui fica 12.80, uma vez que os algarismos seguintes é igual a 50 e o anterior é par, nesse caso 0,então o anterior não se modifica)
- O número 13,4666..., se fossemos arredondar à parte inteira, será sempre arredondado para 13, pois 4666... sempre será menor que 5000... (Por outro lado, se fizermos o arredondamento dígito a dígito, teríamos: 13,4666... → 13,47 → 13,5 → 14. Porém, isso seria afirmar que 13,4666... está mais próximo de 14 do que está de 13, que não é verdade. Portanto, não devemos arredondar números já previamente arredondados.)

### Resolução Nº886/1966 do IBGE
A Resolução Nº886/66 do IBGE, em seu artigo 9.2, institui que para apresentar dados arredondados, instituiu que quando o primeiro algarismo a ser abandonado for entre 0 e 4, fica inalterado o último algarismo a permanecer (ou seja, arredondando-se para baixo), e que quando o primeiro algarismo a ser abandonado for entre 6 e 9, acrescenta-se em uma unidade o o último algarismo a permanecer (ou seja, arredondando-se para cima).
Já quando o último algarismo a ser omitido for 5, há duas regras. Se este algarismo 5 for seguido apenas de zeros, o último algarismo a permanecer só será aumentado se for ímpar. Assim, na prática arredonda-se para o número par mais próximo. Se o algarismo 5 for seguido por quaisquer algarismos que não zero, arredonda-se para cima.

#### Exemplos
Arredondando para números inteiros:
- 36,8 será arredondado para 37
- 23,4 será arredondado para 23
- 62,503 será arredondado para cima, para 63
- 983,50000 será arredondado para o par mais próximo, para 984
- 984,50000 será arredondado para o par mais próximo, para 984

## Arredondamento teto
No arredondamento teto, ou arredondamento superior, utiliza-se sempre o número inteiro imediatamente acima do número a ser arredondado. Chamado de arredondar para cima.
Exemplos:
- 98,2 será arredondado para 99.
- 10,8 será arredondado para 11.
- 4,5 será arredondado para 5.

## Arredondamento piso
No arredondamento piso, ou arredondamento inferior, utiliza-se sempre o número inteiro imediatamente abaixo do número a ser arredondado. Chamado de arredondar para baixo.
Exemplos:
- 98,2 será arredondado para 98.
- 10,8 será arredondado para 10.
- 4,5 será arredondado para 4.

## Operações aritméticas
- Em somas e subtrações, o resultado final tem a mesma quantidade de algarismos decimais que o fator com menor número de dígitos decimais. Por exemplo: 4,35 x 0,868 + 0,6 = 4,3758 = 4,4
- Em multiplicações, divisões e potências, o resultado final terá o mesmo número de algarismos significativos que o fator que tiver menos algarismos significativos envolvidos no cálculo. Por exemplo: 8,425 x 22,3 = 187,8775 = 1,88x102.
- Em caso de problemas que requerem diversos cálculos, recomenda-se fazer o arredondamento apenas para a resposta final.